# إرنست ماتيوس غاليانو
إرنست ماتيوس غاليانو (بالرومانية: Ernest Gal)‏ هو مجدف روماني، ولد في 19 يوليو 1950 في Păsăreni ‏ في رومانيا.

## وصلات خارجية
- إرنست ماتيوس غاليانو على موقع الاتحاد الدولي للتجديف (الإنجليزية)
- إرنست ماتيوس غاليانو على موقع الاتحاد الدولي للتجديف (الإنجليزية)
- إرنست ماتيوس غاليانو على موقع أوليمبيديا (الإنجليزية)